# Hans Wollschläger
Hans Wollschläger (ur. 17 marca 1935 w Minden, zm. 19 maja 2007 w Bambergu) – niemiecki pisarz, tłumacz, historyk, wydawca, teoretyk muzyki i organista. 

## Dzieła

### Wybór
- Karl May. Grundriß eines gebrochenen Lebens (1965, 1976, 2004)
- Die bewaffneten Wallfahrten gen Jerusalem. Geschichte der Kreuzzüge (1970, 1973)
- Nacht-Stücke (proza), w: Das Tintenfaß 10. Jahrgang, 24. Folge, wyd. Daniel Keel i Gerd Haffmans, s. 151-162 (1974)
- Die Gegenwart einer Illusion. Reden gegen ein Monstrum (1978)
- Herzgewächse oder Der Fall Adams. Fragmentarische Biographik in unzufälligen Makulaturblättern. Erstes Buch (1982)
- Von Sternen und Schnuppen. Bei Gelegenheit einiger Bücher. Rezensionen und Zensuren (1984)
- In diesen geistfernen Zeiten. Konzertante Noten zur Lage der Dichter und Denker für deren Volk (1986)
- »Tiere sehen dich an« oder das Potential Mengele (1987)
- Bannkreis der Besseren Heimat.(1990)
- Denn es gehet dem Menschen wie dem Vieh: Wie dies stirbt, so stirbt er auch (2001)
- Moments musicaux. (2005)

## Opracowania
- Gerhard Kaucic: Grammatotechne als Grammatologie der "Herzgewächse" oder von der Inkommunikabilität. Salzburg 1986
- Andreas Weigel: »ruckworts gegen den Strom der Zeilen«. Lesenotizen zu Hans Wollschlägers »Herzgewächse oder Der Fall Adams«. 2 Bde. Verlag Bangert & Metzler 1992 u. 1994.
- Rudi Schweikert [wyd.]: Hans Wollschläger, 1995 Eggingen (Edition Isele).
- Guido Graf: Über den Briefwechsel zwischen Arno Schmidt und Hans Wollschläger, 1997.
- Thomas Körber: Nietzsches ewige Wiederkehr in Hans Wollschlägers "Herzgewächse oder Der Fall Adams". W: Rückert-Studien Bd. XVI. Jahrbuch der Rückert-Gesellschaft 2004/05. Würzburg 2005, s. 21-32.
- Thomas Körber: Nietzsche nach 1945. Zu Werk und Biographie Friedrich Nietzsches in der deutschsprachigen Nachkriegsliteratur. Würzburg 2006, s. 138-145